# Valentine Ackland
Pour les articles homonymes, voir Ackland.
Valentine Ackland (20 mai 1906 - 9 novembre 1969) était une poète anglaise, figure importante dans l'émergence de la poésie modernisme anglaise du XXe siècle.

## Biographie

### Enfance (1906-1925)
Mary Kathleen Macrory Ackland, surnommée "Molly" par sa famille, est née le 20 mais 1906 à Westminster de Robert Craig Ackland et de sa femme Ruth Kathleen Macrory.
Son père, dentiste dans le West End, va faire de "Molly" le fils qu'il n'a pas eu. Il lui apprend à tirer au fusil et à boxer. Cette attention paternelle à sa cadette de 8 ans, va rendre l'aînée, Joan Alice Elizabeth, extrêmement jalouse. Celle-ci va abuser physiquement et persécuter psychologiquement Ackland.[réf. nécessaire]
Dès son enfance, Ackland lit beaucoup et commence à écrire de la poésie.
Ackland reçoit une éducation anglo-catholique dans le Norfolk, puis dans l'école d'un couvent londonien.

### Mariage (1925-1926)
En 1925, à l'âge de dix-neuf ans, elle épouse Richard Turpin, un jeune homosexuel incapable de consommer leur mariage. Leur mariage est célébré dans la religion catholique - religion qu'Ackland abandonnera, retrouvera, et abandonnera à nouveau dans sa dernière décennie.
En moins d'un an, le mariage est annulé, malgré les nombreuses demandes, et pressions psychologiques, de sa famille. Valentine Ackland n'a jamais eu d'autre relation sérieuse avec un homme.

### Engagement littéraire, féministe et politique (1926 - 1945)

#### Engagement féministe
Attentive au modèle social dans lequel elle vit, Ackland prend conscience de l'exercice des privilèges masculins, et de son corollaire : la soumission des femmes. En portant des vêtements masculins, choisissant une coupe à la garçonne, Ackland s'applique à ne pas s'assigner à l'identification genrée attendue d'elle. Elle est ainsi parfois prise pour un jeune homme.

#### Engagement littéraire
A la fin des années 20, Ackland décide de devenir poète. Elle change "Molly" pour Valentine, androgyne.
Entre 1920 et 1940, ses poèmes paraissent dans des revues littéraires britanniques et américaines. Cependant, la réception critique de son travail n'est pas à la hauteur des attentes de Ackland.
En 1926, chez Theodore Powys, Ackland est présentée à Sylvia Townsend Warner, romancière et novelliste, de douze ans son aînée. Elles entament une relation amoureuse complexe qui durera toute sa vie. Warner trouve à la poésie de Warner[pas clair] une facture courte, lyrique et déliée, qu'elle même peine à atteindre dans la poésie.
En 1934, Ackland et Warner, publient un recueil de poésie intitulé Whether a Dove or a Seagull. Ce livre propose une mise en perspective sans fard du lesbianisme, ce qui a été très controversé dans la société de l'époque, laquelle considérait le lesbianisme comme un comportement immoral et déviant. Par ailleurs aucun des poèmes n'est signé du nom de l'une ou l'autre des autrices, proposant par là une expérience démocratique de réception des poèmes chez le lecteur. C'est aussi pour Warner, déjà reconnue comme romancière dans les années 1930, un moyen de tenter d'introduire Ackland dans le milieu de l'édition. Le Left Review publie également une traduction qu'elle fait de Waltz, poème de Louis Aragon.
En 1935, Ackland et Warner se rendent au congrès des écrivains à Paris, auquel assistent également Winifred Holtby, Storm Jameson, Naomi Mitchison. Ackland publie dans Left Review deux poèmes : Communism Poem 1935 et Winter. Cependant, ses analyses traduites dans un style lyrique rencontrent un accueil difficile.
En 1936, Ackland écrit des poèmes engagés qui soutiennent les républicains et dénoncent les souffrances du peuple espagnol, mais aussi ce qu'elle observe en Angleterre.
En 1939, en relation avec le 3ème congrès des écrivains américains auquel elle assiste à New-York avec Warner, et dont le thème est le rapport à la  disparition de la démocratie en Europe, elle tente de traduire ces enjeux politiques dans sa poésie.
Son désespoir envers la condition humaine la rapprochent de l'existentialisme.

#### Engagement politique
En 1933, Ackland et Warner s'abonnent au Daily Worker et au Left Review. Assez rapidement Ackland signe dans ces deux journaux des articles sous le titre de Country Dealings, lesquels traitent de la pauvreté en milieu rural et défendent les ouvriers agricoles.
En 1935, Ackland et Warner, entraînée par sa compagne[pas clair], s'engagent au sein du Parti communiste.
Ackland et Warner supportent la cause des républicains durant la guerre civile d'Espagne. Ackland critique le gouvernement britannique pour son indifférence face aux souffrances du peuple espagnol (sufferings of the Spanish people at the grass-roots level) dans son poème Instructions from England publié en 1936 :
Note nothing of why or how, enquire
no deeper than you need
into what set these veins on fire,
Note simply that they bleed.
Traduction en français
Ne note rien du pourquoi ni du comment, ne cherche
pas plus loin que nécessaire
ce qui a enflammé ces veines,
Remarque simplement qu'elles saignent.
En 1936, à la suite de leur réponse à un article de Nancy Cunard, paru dans le Daily Worker et le News Chronicle, appelant au soutien sur place des républicains espagnols, elles partent à Barcelone et s'engagent dans la Croix Rouge.
En 1937, Ackland se rend à Valencia, et à Benicàssim, participant à de nombreuses actions socialistes et pacifistes. À son retour, elle travaille dans une maison d'accueil pour enfant réfugiés espagnols près de la Tamise, Tythrop House.
À la fin des années 1930, le gouvernement britannique commence à enquêter sur l'engagement des deux femmes dans le parti communiste. Les enquêtes sont suspendues en 1957, ce qui entraîne la fermeture de leur dossier.

#### Vie personnelle
Entre 1926 et 1932, sont connues vingt-six liaisons à Ackland, dont 5 avec des hommes. En 1927, elle fait une fausse-couche.
En 1930, Warner achète un cottage à Chaldon Herring et invite Ackland à y vivre avec elle.
En 1937, Ackland et Warner déménagèrent dans le Dorset, en milieu rural, dans une maison proche de Dorchester, à Frome Vauchurch.
Lors des fêtes de fin d'année de 1937, Elizabeth Wade White, alors riche héritière américaine engagée, venue dans le Dorset pour rencontrer le couple d'écrivaines, est accueillie par les deux femmes. En découlera une relation amoureuse entre White et Ackland qui déstabilisera le couple Warner-Ackland au point que soit envisagée une rupture en 1938.
Quand en 1939, Ackland et Warner se rendent aux États-Unis pour un congrès, Ackland présente à White sa future compagne, Evelyn Holahan. Ackland avait également entrenu une liaison avec Holahan quand celle-ci était venue chercher sa benjamine, Annie Holahan, éprise du romancier et essayiste britannique Llewelyn Powys, installé non loin de chez Warner et Ackland.
De manière générale, la relation entre Warner et Ackland est complexe, due à l'instabilité émotionnelle d'Ackland, ses doutes intellectuels, ses intérêts et ses engagements politiques changeants, son alcoolisme, et ses infidélités croissantes.

### Après 1945
Après la Seconde Guerre mondiale, Ackland se tourne vers une poésie confessionnelle, se consacre à l'écriture de ses mémoires, mettant en lumière de sa relation avec Warner, et avec d'autres femmes, notamment Elizabeth Wade White. La détresse d'Ackland d'aimer deux femmes simultanément, la tentative de concilier ses sentiments à l'égard de chacune d'elles, tout en considérant son engagement initial à l'endroit de Warner, sont présents. Cette recherche a fait l'objet d'une publication posthume, en 1985 sous le titre For Sylvia: An Honest Account.
Ackland se débat de plus avec ses doutes et ses propres conflits, avec l'alcoolisme, sa foi chrétienne, le champ politique, son identité sexuelle, et sa légitimité à être poète.
Dans ses dernières années, Ackland se détourna du catholicisme au profit des croyances Quaker, non sans lien avec son nouvel intérêt pour les questions impliquant l'écologie.[réf. nécessaire]

### Mort

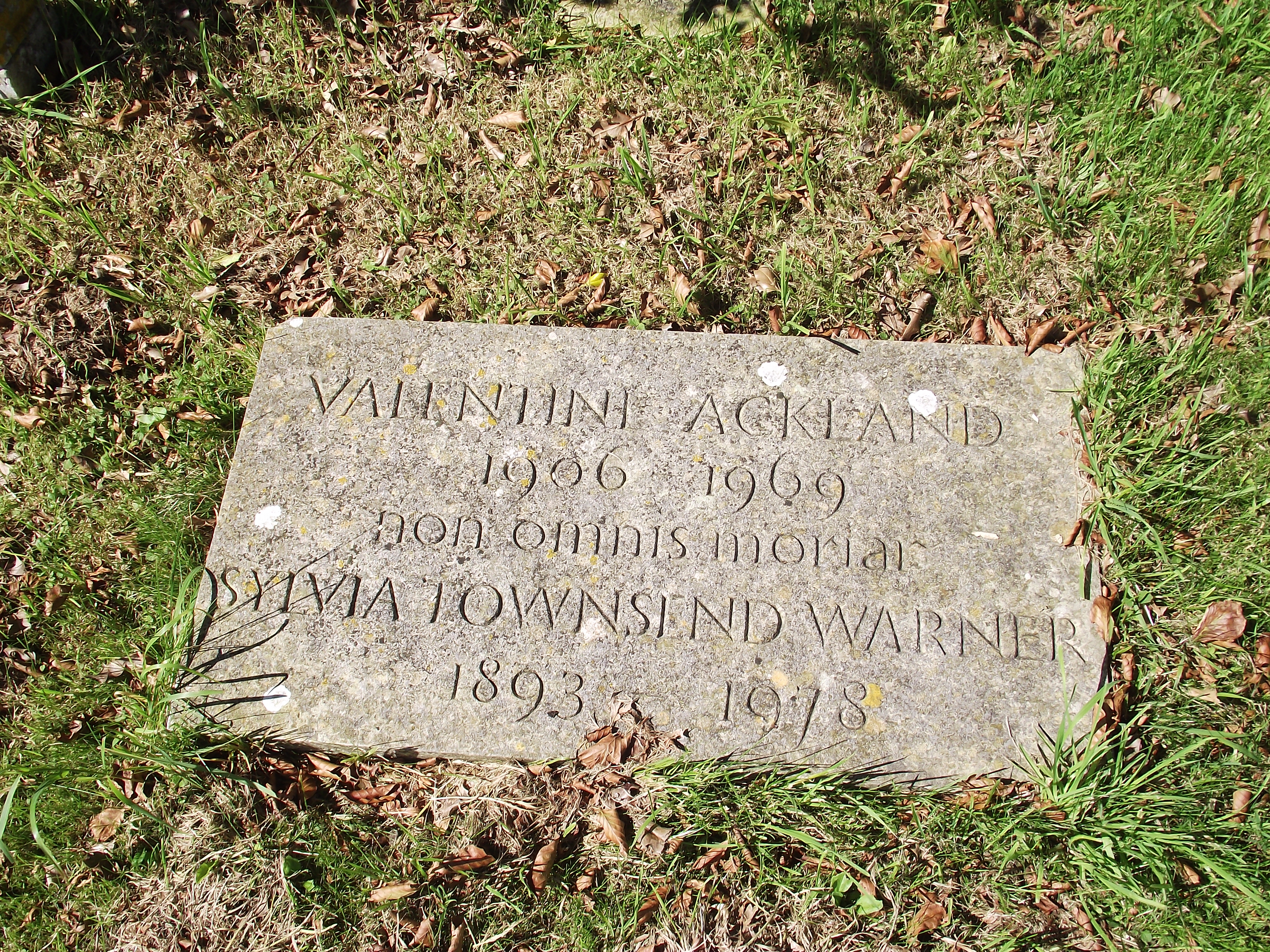
Plaque commémorative à Valentine Ackland et Sylvia Townsend Warner dans la cour de l'église de Chaldon Herring.

Le 9 novembre 1969, Ackland décède à son domicile de Maiden Newton, Dorset, des métastases pulmonaires d'un cancer du sein. Elle est enterrée dans le cimetière St Nicolas, à Chaldon Hareng, avec sur sa pierre tombale pour épitaphe un vers de Horace : Non omnis moriar (Ode III.30, "je meurs pas entièrement").
En 1978, neuf années après le décès de Ackland, Sylvia Townsend Warner décède à son tour. Elle sera enterrée à ses côtés.

## Réception critique
La poésie d'Ackland a été majoritairement négligée après les années 1940.
Un regain d'intérêt pour celle-ci est venu à la fois des women's studies et de la littérature lesbienne dans les années 70.
En 1988, Wendy Milford consacre une étude à Warner et Ackland dans son This Narrow Place: Sylvia Townsend Warner and Valentine Ackland.
La critique contemporaine trouve beaucoup de valeur à la poésie de Ackland, tant du point de vue autobiographique et historique, que du point de vue de l'écriture avec son inscription dans une poésie moderniste et auto-réflective, analysant les problèmes politiques et culturels des années 1930-40, jusqu'à la phase terminale de son cancer. Elle peut être rapprochée, tant par les thèmes, que par la mise en œuvre, du travail de Sylvia Plath et Anne Sexton.
De manière générale, Milford considère que coexistent deux voix dans l'œuvre dans Ackland. Elle cite à titre d'exemples l'accent que met Ackland sur l'optimisme et la crainte, le désir d'intimité émotionnelle et la peur de l'intimité, l'affirmation de soi et l'auto-négation, la recherche d'intimité et la solitude au cœur du désir d'être en lien et acceptée socialement en tant que lesbienne et comme poète reconnue. À cet endroit, Ackland a échangé sur des thèmes précis - sans que n'en soit interrogé leurs traductions en terme artistiques - avec des poètes métaphysiques, comme John Donne et Philip Larkin, avec pour idée d'énoncer l'expérience personnelle selon de nombreux points de vue plutôt que de n'en choisir qu'un seul.
En 2008, Journey from Winter: Selected Poems, a été publié Carcanet Press, précédé par une présentation contextuelle et une analyse critique de l'œuvre par Frances Bingham.

## Œuvres
- Whether a Dove or a Seagull, co-écrit avec Sylvia Townsend Warner, NewYork, Viking ; Londres, Chatto & Windus, 1934
- Twenty-Eight Poems, imprimé à compte d'auteur, London & Wells Clare, Sons & Co, Ltd, 1957
- Later Poems by Valentine Ackland, London & Wells Clare, Sons & Co, 1970
- The Nature of the Moment, Chatto & Windus, London, 1973
- Further Poems of Valentine Ackland, Kent, Welmont publishing, 1978
- For Sylvia: An Honest Account, Chatto & Windus, London, 1985
- Journey to Winter : Selected Poems, précédée d'une introduction par Frances Bingham, Carcanet Press, 2008